# Исраилов, Мухади Шахидович
Мухади Шахидович Исраилов (род. 17 августа 1948, Орта-Каирма, Фрунзенская область) — советский и российский чеченский учёный, специалист по механике, доктор физико-математических наук (1982), профессор Московского государственного университета (1989), ректор Чеченского государственного университета (1992—1994).

## Биография
Родился 17 августа 1948 года в селе Орта-Каирма, Панфиловский район, Фрунзенская область, Киргизская ССР в период депортации чеченцев и ингушей. В Киргизии пошёл в школу, а со второго класса учился в Чечне и окончил среднюю школу № 46 г. Грозного.
В 1966—1971 годах обучался на механико-математическом факультете МГУ. В 1971—1974 годах проходил аспирантуру там же. В 1976 году защитил диссертацию «Некоторые задачи дифракции» по специальности «Механика деформируемого твердого тела» и получил учёную степень кандидата физико-математических наук.
В 1975—1977 годах работал старшим преподавателем на кафедре математического анализа механико-математического факультета Чечено-Ингушского государственного университета (ныне Чеченский государственный университет, ЧГУ).
В 1978—1984 годах являлся доцентом на кафедре теоретической механики Московского инженерно-строительного института (ныне Московский государственный строительный университет). В 1981 году получил учёное звание доцента по кафедре теоретической механики. В 1982 году защитил диссертацию «Нестационарная дифракция упругих волн» по специальности «Механика деформируемого твердого тела» и получил учёную степень доктора физико-математических наук.
В 1984—2003 годах работал на механико-математическом факультете МГУ. В 1986—1993 годах являлся заместителем А. А. Ильюшина, заведующего кафедры теории упругости. В 1987—2003 годах являлся профессором кафедры теории упругости. В 1988—2003 годах входил в специализированный совет № 3 по защите докторских и кандидатских диссертаций. В 1989 году получил учёное звание профессора по кафедре теории упругости. Читал в МГУ курсы «Динамические задачи теории упругости и пластичности», «Колебания упругих систем», «Аэроупругость», «Методы математической теории дифракции» и другие.
В 1992—1994 годах являлся ректором ЧГУ. Подал в отставку в знак протеста против российских бомбардировок Грозного в ходе первой чеченской войны.
В 2009—2014 годах являлся заведующим кафедрой механики сплошных сред и профессором Грозненского государственного нефтяного института.
В 2011—2016 годах являлся директором Научно-исследовательского института математической физики и сейсмодинамики ЧГУ.
С 2017 года является главным научным сотрудником отдела физико-математических исследований Комплексного научно-исследовательского института имени Х. И. Ибрагимова РАН (КНИИ РАН).

## Научная деятельность
Область научных интересов: динамика упругих и упругопластических сред с приложениями к моделированию взрывных и ударных процессов и к проблемам инженерной сейсмологии и геофизики.
Установил единственность решений некоторых динамических задач теории упругости. Развил методы, расширяющие классы аналитических решений в теории дифракции волн. Разработал подход квазиодномерной деформации грунта для решения задач сейсмодинамики подземных сооружений.
Основные труды:
- Исраилов М. Ш. Динамическая теория упругости и дифракция волн. Изд-во Московского университета, 1992. 204 с.[2].
- Исраилов М. Ш. Краткие методические указания и задания по теоретической механике. Аналитическая механика. Изд-во Московского инженерно-строительного института. М., 1981[7].

Является автором 100 публикаций, входящих в РИНЦ, в том числе 57 — в ядро РИНЦ, цитируемость по РИНЦ — 301, индекс Хирша — 8.
Подготовил 8 кандидатов наук, в том числе 5 — на механико-математическом факультете МГУ. Являлся официальным оппонентом при защите более 20 докторских и кандидатских диссертаций.